# Loes de Zeeuw-Lases
Lucia Anna Gerarda Maria (Loes) de Zeeuw-Lases (Amsterdam, 6 september 1947 – Chiang Mai (Thailand), 26 september 2010) was een Nederlands politica voor de VVD.

## Politieke carrière
De Zeeuw begon haar politieke carrière in 1982 als gemeenteraadslid voor de VVD in de Noord-Hollandse gemeente Anna Paulowna, waar ze aansluitend in 1990 benoemd werd tot wethouder en locoburgemeester. Van 30 maart tot 1 augustus 1998 was ze in deze zelfde gemeente waarnemend burgemeester tijdens de kortstondige afwezigheid van burgemeester J. den Ouden.
Per 8 juni 2000 werd De Zeeuw benoemd tot burgemeester van het Gelderse Ruurlo, een functie die ze vervulde tot aan de opheffing van deze gemeente per 1 januari 2005.
Een klein jaar later, op 15 december 2005 werd De Zeeuw waarnemend burgemeester van Wieringermeer tot 1 juni 2006, per welke datum ze werd benoemd als burgemeester van de gemeente Neerijnen.

## Onderscheiding
Op 29 mei 2000 werd De Zeeuw benoemd tot Ridder in de Orde van Oranje-Nassau.

## Overlijden
De Zeeuw overleed geheel onverwacht op 63-jarige leeftijd aan een hartstilstand in haar slaap tijdens haar vakantie in Thailand.